# Tatra T4
Tatra T4 je naziv za tip tramvaja, ki ga proizvajalo češkoslovaško podjetje ČKD Tatra. To je različica modela Tatra T3.

## Konstrukcija
Tatra T4 je poslednji tip tramvaja, ki so ga proizvajali v tovarni ČKD, ki izhajal iz ameriškega koncepta PCC. Tramvaj je podoben tipu Tatra T3, vendar je razlika v širini vozila (2200 mm v primerjavi z 2500 mm pri T3).

## Prototip
Leta 1967 sta bila izdelana dva prototipa (oba brez številk). Za prvi tramvaj je bila izdelana prikolica B4D (različica T4D). Konec leta je bila sestava poslana v Dresden, kjer je tramvaj dobil številko 2000. Leta 1971 je bil tramvaj urejen za šolo in dobil je številko 724 001-2. Leta 1971 je tramvaj dobil številko 201 201-4. Leta 1994 so tramvaj predali muzeju, leta 2000 pa je tramvaj dobil svojo prvo številko, 2000.

## Nabava tramvajev
V letih 1967 in 1987 so izdelali 2635 tramvajev T4.
| Država   | Mesto       | Tip  | Leta dobave | Število tramvajev | Garažne številke |
| -------- | ----------- | ---- | ----------- | ----------------- | ---------------- |
| Estonija | Tallinn     | T4SU | 1973-1979   | 60                | 250-359          |
| Hrvaška  | Zagreb      | T4YU | 1976-1983   | 95                | 401-494          |
| Latvija  | Liepāja     | T4SU | 1976-1979   | 15                | 201-215          |
| Nemčija  | Dresden     | T4D  | 1967-1984   | 572               | [ nap. 2 ]       |
| Nemčija  | Halle       | T4D  | 1968-1986   | 323               | 901-1223         |
| Nemčija  | Leipzig     | T4D  | 1968-1986   | 597               | 1601-2197        |
| Nemčija  | Magdeburg   | T4D  | 1968-1986   | 274               | 1001-1274        |
| Romunija | Arad        | T4R  | 1974-1981   | 100               | 80-179           |
| Romunija | Brǎila      | T4R  | 1978        | 10                | 19-28            |
| Romunija | Bukarešta   | T4R  | 1973-1975   | 131               | 3301-3431        |
| Romunija | Galați      | T4R  | 1978        | 10                | 61-70            |
| Romunija | Iași        | T4R  | 1978-1981   | 70                | 201-270          |
| Rusija   | Kaliningrad | T4SU | 1971-1979   | 223               | 101-323          |
| Srbija   | Beograd     | T4YU | 1967-1972   | 22                | 1-20, 111, 112   |
| Ukrajina | Lvov        | T4SU | 1972-1979   | 73                | 801-873          |
| Ukrajina | Vinica      | T4SU | 1971-1979   | 42                | 106-147          |
| Ukrajina | Žitomir     | T4SU | 1977-1979   | 18                |                  |